# Franco Serantini
Franco Serantini   (Càller, 16 de juliol de 1951 - Pisa, 7 de maig de 1972) va ser un anarquista sard.

## Biografia
Franco Serantini va ser abandonat a l'orfenat, on es va estar fins als dos anys fins que va ser adoptat per una parella sense fills. Després de la mort de la seva mare adoptiva, va ser confiat als seus avis materns, amb qui visqué a Campobello di Licata a Sicília. A nou anys va ser traslladat un altre cop a una institució d'assistència de Càller.
L'any 1968 va ser enviat a l'Institut d'observació de menors de Florència i des d'allà, sense cap raó de tipus penal, va ser enviat al reformatori "Pietro Thouar" de Pisa en règim de semillibertat, per la qual cosa havia de menjar i dormir a la institució. A Pisa, després de graduar-se a l'escola pública Fibonacci, va assistir a l'escola de comptabilitat empresarial. Amb l'estudi i la coneixença de noves amistats comença a mirar-se el món amb altres ulls i a acostar-se a l'entorn polític de l'esquerra, comença a assistir a les seus de la Federació Juvenil Comunista Italiana i de la Federació Juvenil Socialista Italiana de joves comunistes, passant per Lotta Continua fins a arribar, a la tardor del 1971, al grup anarquista "Giuseppe Pinelli" de Pisa.

### Empresonament
Juntament amb altres militants, s'implica en les iniciatives polítiques d'aquells anys, com l'experiència del "Mercat Roig" al barri popular del CEP, en nombroses accions polítiques i, finalment, en la discussió acalorada que la candidatura de protesta per un escó al parlament de Pietro Valpreda va desencadenar en el moviment anarquista. El 5 de maig de 1972 va participar en una manifestació organitzada per Lotta Continua a Pisa contra el míting de Beppe Niccolai, polític del Moviment Social italià. En una de les càrregues de la policia, Serantini entra en contacte amb un grup d'agents de la Segona i Tercera Secció de la Tercera Companyia del I Raggruppamento celere di Roma, al Lungarno Gambacorti, i és detingut.
Durant la nit, amb el metge present, sotmès a un examen, nega qualsevol tipus de molèstia i rebutja el tractament. Posteriorment, és traslladat a una caserna policial i després a la presó de Don Bosco. Allà serà sotmès, l'endemà, a un interrogatori, durant el qual manifesta un estat de malestar general que el jutge i els guàrdies penitenciaris i el metge de la presó no van considerar greu.

### Mort i investigació
El 7 de maig, després de dos dies, Serantini va ser trobat en coma a la seva cel·la i traslladat a la sala d'urgències de la presó. Mor a les 9:45 del matí.
A la tarda del mateix dia, les autoritats penitenciàries sol·liciten a l'Ajuntament l'autorització per transportar i enterrar el cos. L'oficina municipal s'hi nega, mentre la notícia de la mort de Serantini s'estén per tota la ciutat. Luciano Della Mea, històric militant antifeixista de l'esquerra de Pisa, va decidir juntament amb l'advocat Massei presentar-se com a part civil, acció que va ser possible arran d'una adopció post mortem, atès que el jove no tenia familiars. L'endemà va tenir lloc l'autòpsia: l'advocat Giovanni Sorbi, sortint de la morgue de l'Hospital de Santa Chiara, va declarar:
"Va ser un xoc veure l'autòpsia, veure disseccionat aquell noi que coneixia. Un cos massacrat, al pit, espatlles, cap, braços. Tot xop de sang. Ni tan sols hi havia una petita superfície verge. Vaig passar una llarga nit de malsons"
El funeral, el 9 de maig del 1972, va tenir una gran participació popular. El 13 de maig, a la plaça San Silvestro, després d'una manifestació organitzada per Lotta Continua amb una concentració final de Gianni Landi per als anarquistes i Adriano Sofri per Lotta Continua, es col·loca una placa en memòria de Franco Serantini a l'entrada del palau Thouar, la seva darrera residència. Els actes i iniciatives per recordar a Serantini es renoven any rere any. Se li va dedicar una escola a Torí. L'any 1979 va néixer a Pisa la biblioteca homònima i l'any 1982, a la plaça S. Silvestro, s'inaugura un monument donat pels pedrers de Carrara.
La història de Serantini segueix essent d'interès per a l'opinió pública, com demostren una campanya de premsa de diaris per la transformació social i el llibre Il sovversivo. Vita e morte dell'anarchico Serantini de Corrado Stajano, publicat l'any 1975 i posteriorment reimprès. L'any 1977, eldoctor Alberto Mammoli, metge de la presó de Don Bosco, després de ser jutjat i absolt per l'Audiència per la seva responsabilitat envers el presoner, va ser víctima d'una venjança per part dels qui el van considerar responsable de la mort de Serantini. Un anarquista sard, compatriota de la víctima, va disparar a la cama del metge, que considerava l'únic responsable. L'acte va ser reivindicat per un grup armat d'aquells anys, Acció Revolucionària.